# Ansar al-Shari'a (Yemen)
La Jamāʿat Ansar al-Shari'a (in arabo جماعة أنصار الشريعة‎?, Jamāʿat Anṣār al-Sharīʿa) in Yemen, nota anche col semplice nome di Anṣār al-Sharīʿa, è un'organizzazione terroristica fondamentalista gihadista in Yemen: punto di riferimento per consimili e omonimi movimenti armati arabi, tra cui Anṣār al-Sharīʿa in Tunisia e Anṣār al-Sharīʿa in Libia.
Il precedente nome dell'organizzazione era al-Qāʿida nella Penisola Arabica.
Il suo leader era Qasim al-Raymi (morto nel 2020), la sua sede principale è ad al-Mukalla (Governatorato di Hadramawt) e può disporre di una forza di 1000–3000 militanti e oltre.
Dopo la battaglia di Zinjibar, la fazione ha assunto il controllo di alcune cittadine nello Yemen meridionale, in cui ha insediato suoi "Emirati"
Anṣār al-Sharīʿa ha inoltre rivendicato la paternità dell'attentato dinamitardo a Ṣanʿāʾ del 2012 e quello del 2013 nella stessa capitale yemenita.
Il 4 ottobre 2012, il Dipartimento di Stato USA ha modificato il suo elenco relativo alle Organizzazioni terroristiche straniere, inserendovi gli Anṣār al-Sharīʿa dello Yemen, sinonimo di al-Qāʿida nella Penisola Arabica, anziché descriverla come un'organizzazione da essa differenziata. Lo stesso giorno il gruppo gihadista è stato indicato  anche nell'elenco 1267/1989, formulato dalla Commissione delle Nazioni Unite, che ha deciso le sanzioni da imporre ad al-Qāʿida. Anche la Nuova Zelanda ha ufficialmente designato come terrorista il gruppo.